# Amy Schumer
Amy Beth Schumer (sinh ngày 1 tháng 6 năm 1981) là nữ diễn viên hài độc thoại người Mỹ. Cô bắt đầu hoạt động với tư cách một nghệ sĩ hài từ đầu những năm 2000. Năm 2007, Amy tham gia vào mùa thứ năm của cuộc thi truyền hình thực tế Last Comic Standing.

## Thời thơ ấu
Amy sinh ra tại quận Manhattan, thành phố New York. Cô là con gái của Sandra Jane (nhũ danh: Jones) và Gordon David Schumer. Một thời gian sau, cô và mẹ của mình chuyển đến sống tại Long Island, cũng là nơi cô theo học trung học.
Em gái của Amy, Kim Caramele, là một biên kịch và nhà sản xuất phim.